# Anno (серия игр)
Anno (лат. Год) — серия компьютерных игр в жанре градостроительного и экономического симулятора. Первая игра серии — Anno 1602, разработанная австрийской компанией Max Design — вышла в 1998 году.
Начиная с 2009 года игры серии стали разрабатываться немецкой компанией Blue Byte и публиковаться Ubisoft. На 2020 год было выпущено семь частей для Windows, а также ряд дополнительных игр для игровых приставок Nintendo и мобильных устройств; эти побочные игры отличаются от основной серии упрощённой механикой.
В играх серии Anno игрок возглавляет экспедицию в регионы с множеством островов. Его цель — заселять острова и развивать поселения на них. Геймплей игр серии строится на взаимодействии двух механик: эволюции жителей колонии, которой управляет игрок, и создании производственных и товарных цепочек. Жители колонии более высоких уровней достатка платят больше налогов в казну, но для того, чтобы обеспечить их потребности, игрок должен производить всё более сложные и редкие товары, требующие большого количества промежуточных этапов.

## Игры
| 1998 | Anno 1602            |
| 1999 |                      |
| 2000 |                      |
| 2001 |                      |
| 2002 | Anno 1503            |
| 2003 |                      |
| 2004 |                      |
| 2005 |                      |
| 2006 | Anno 1701            |
| 2007 |                      |
| 2008 |                      |
| 2009 | Anno 1404            |
| 2010 |                      |
| 2011 | Anno 2070            |
| 2012 |                      |
| 2013 |                      |
| 2014 |                      |
| 2015 | Anno 2205            |
| 2016 |                      |
| 2017 |                      |
| 2018 |                      |
| 2019 | Anno 1800            |
| 2020 |                      |
| 2021 |                      |
| 2022 |                      |
| 2023 |                      |
| 2024 |                      |
| 2025 | Anno 117: Pax Romana |

### Основная серия
| Название                           | Год  | Разработчик                | Расширение | Примечания |
| ---------------------------------- | ---- | -------------------------- | --- | ---------- |
| Anno 1602: Creation of a New World | 1998 | Max Design                 | New Islands, New Adventures (1998) By Royal Command (1998) Im Namen des Königs (1998) |            |
| Anno 1503                          | 2002 | Max Design                 | Treasures, Monsters and Pirates (2004) |            |
| Anno 1701                          | 2006 | Related Designs            | The Sunken Dragon (2007) |            |
| Anno 1404                          | 2009 | Related Designs, Blue Byte | Venice (2010) |            |
| Anno 2070                          | 2011 | Related Designs, Blue Byte | Deep Ocean (2012) |            |
| Anno 2205                          | 2015 | Blue Byte                  | Tundra (2016) Orbit (2016) Frontiers (2016) |            |
| Anno 1800                          | 2019 | Blue Byte                  | Sunken Treasures (2019) Botanica (2019) The Passage (2019) Seat of Power (2020) Bright Harvest (2020) Land of Lions (2020) Docklands (2021) Tourist Season (2021) The High Life (2021) Seeds of Change (2022) Empire of the Skies (2022) New World Rising (2022) |            |
| Anno 117: Pax Romana               | 2025 | Ubisoft Mainz              | | [ 5 ]      |

По замыслу разработчиков игры сумма цифр в заголовке каждой части всегда равна девяти.

### Побочные игры
| Название                     | Год       | Разработчик               | Примечания                                                                           |
| ---------------------------- | --------- | ------------------------- | ------------------------------------------------------------------------------------ |
| Anno 1701: Dawn of Discovery | 2007      | Keen Games                | Видеоигра для Nintendo DS и спин-офф серии.                                          |
| Anno: Create A New World     | 2009      | Keen Games, Kaiko         | Видеоигра для Nintendo DS и Wii, известная в Северной Америке как Dawn of Discovery. |
| Anno Online                  | 2013—2018 | Blue Byte                 | Бесплатная браузерная игра (закрыта в январе 2018 года).                             |
| Anno: Build an Empire        | 2015      | Blue Byte, Mi’pu’mi Games | Мобильная игра для платформ Android и iOS.                                           |
| Anno 2205: Asteroid Miner    | 2015      | Blue Byte,                | Для платформ Android и iOS.                                                          |

## Anno History Collection
26 июня 2020 года Ubisoft представила набор Anno History Collection — с обновлёнными версиями классических частей Anno.
Состав набора Anno History Collection:
- Anno 1602 с дополнением «Новые острова, новые приключения»
- Anno 1503 с дополнением «Сокровища, монстры и пираты»
- Anno 1701 с дополнением «Затонувший дракон»
- Anno 1404 с дополнением «Венеция»

Разработчики добавили поддержку 4K-разрешения, совместимость сохранений и дополнили мультиплеер — в том числе в Anno 1503. В играх стали поддерживаться режимы отображения «Безрамочное окно», «Окно» и «Во весь экран»; появилась возможность регулировать размер панелей интерфейса с учётом разрешения. При этом ни геймплей переиздаваемых игр, ни ИИ существенным образом не менялись.

## Продажи
Первая часть из серии игр Anno 1602 была самой продаваемой компьютерной игрой в Германии по состоянию на декабрь 2002 года с продажами 2,5 миллиона копий по всему миру и 1,7 миллиона копий на немецком рынке.
Продолжение первой части Anno 1503 побил рекорд, став самой быстро продаваемой компьютерной игрой Германии, достигшей отметки 500 000 от продаж на внутреннем рынке.
В конечном итоге компания продала более миллиона единиц в немецкоязычных странах, а в сочетании со своим предшественником — 4,5 миллиона единиц по всему миру к октябрю 2006 года.
На момент приобретения Ubisoft Sunflowers Interactive Entertainment Software было продано 5 миллионов копий первых трёх серий.
В 2016 году было продано более 9 миллионов копий, благодаря чему они вошли в топ-15 игр проданных от Ubisoft.
Ubisoft сообщила, что Anno 1800 — последняя стратегическая игра во франшизе, выпущенная в апреле 2019 года, — является самой быстро продаваемой игрой в серии, проданной в четыре раза больше, чем предыдущая игра Anno 2205, за первую неделю.

## Отзывы и критика
| Игра      | GameRankings  | Metacritic      |
| --------- | ------------- | --------------- |
| Anno 1602 | 74,12 %       | Н/Д             |
| Anno 1503 | 71,59 %       | (PC) 74         |
| Anno 1701 | 80,50 % (NDS) | (DS) 78 (PC) 79 |
| Anno 1404 | 82,11 %       | (PC) 82         |
| Anno 2070 | 84,77 %       | (PC) 83         |
| Anno 2205 | 70,96 %       | (PC) 72         |
| Anno 1800 | 78,08 %       | (PC) 81         |

Игровые журналы хвалили Anno 1602. Агрегатор рецензий GameRankings рассчитал рейтинг игры в размере 74,12 %. Тестировщики писали, что концепция игры проста, но увлекательна и разнообразна. Отдельные журналы раскритиковали графику, которая отставала от других игр того времени.
В Anno 1701 тестировщики высоко оценили успешное развитие, в отличие от предшественников, как с технической, так и с игровой точки зрения. Сильные стороны включают в себя разнообразные игровые возможности, хорошо продуманные профили компьютерных игроков и красивую графику. Недостатки игры имеют только в частично жестком многопользовательском режиме, а также в начальном этапе игры, склонном к монотонности.
В четвёртой части, Anno 1404, докладчики положительно отметили, что сложность значительно увеличилась по сравнению с предшественником.
Anno 2070 получила более высокий рейтинг, в отличие от предшественников, например агрегатор рецензий Metacritic рассчитал рейтинг игры на 83 балла. Игра была чрезвычайно увлекательной, так как она впервые предлагает действительно новый сценарий.
Российское сетевое издание «Игромания» высоко оценило игру Anno 1800: «Пожалуй, лучшее, что могло произойти с Anno после возвращения с Луны. Красивая и вдумчивая стратегия, которая хороша как сама по себе, так и в качестве продолжателя славных традиций серии».